# Magical Ring
| Recensione | Giudizio |
| ---------- | -------- |
| AllMusic   |          |

Magical Ring è il sesto album registrato in studio dalla band irlandese dei Clannad, pubblicato nel 1983. 

## Descrizione
È il primo dei Clannad senza la sorella Eithne Patricia, meglio nota come Enya, che ha lasciato il gruppo pochi mesi prima dell'incisione del brano.
Il brano Theme from Harry's Game, registrato per un programma televisivo inglese, arrivò al quinto posto delle chart britanniche riservata ai singoli (novembre 1982), mentre l'album scalò le classifiche inglesi (in cui rimase per sei mesi e vincendo un disco d'oro) arrivando alla posizione numero 26 (1983).

## Tracce
Lato A
1. Theme from Harry's Game – 2:29 (Pól Ó Braonáin, Ciarán O Braonáin)
2. Tower Hill – 3:48 (Pól Ó Braonáin)
3. Seachrán Charn tSiail – 2:18 (Tradizionale, arrangiamento Clannad)
4. Passing Time – 3:42 (Pól Ó Braonáin, Ciarán O Braonáin)
5. Coinleach Glas An Fhómhair – 5:53 (Tradizionale, arrangiamento Clannad)

Durata totale: 18:10
Lato B
1. I See Red – 4:18 (Jim Rafferty)
2. Tá' Mé Mo Shui – 3:08 (Tradizionale, arrangiamento Clannad)
3. Newgrange – 4:01 (Ciarán O Braonáin)
4. The Fairy Queen – 2:36 (Tradizionale, arrangiamento Clannad)
5. Thíos Fá'n Chósta – 3:11 (Pádraig Ó Dúgain, Pól Ó Braonáin, Ciarán O Braonáin)

Durata totale: 17:14
Edizione CD del 2003, pubblicato dalla RCA Records (ND 71473)
1. Theme from Harry's Game – 2:29 (Pól Brennan, Ciarán Brennan)
2. Tower Hill – 3:48 (Pól Brennan)
3. Seachrán Charn tSiail – 2:18 (Tradizionale, arrangiamento Clannad)
4. Passing Time – 3:42 (Pól Brennan, Ciarán Brennan)
5. Coinleach Glas An Fhómhair – 5:53 (Tradizionale, arrangiamento Clannad)
6. I See Red – 4:18 (Jim Rafferty)
7. Tá' Mé Mo Shui – 3:08 (Tradizionale, arrangiamento Clannad)
8. Newgrange – 4:01 (Ciarán Brennan)
9. The Fairy Queen – 2:36 (Tradizionale, arrangiamento Clannad)
10. Thíos Fá'n Chósta – 3:11 (Padraig Duggan, Pól Brennan, Ciarán Brennan)
11. Coinleach Glas An Fhómhair - Cantoma Mix – 6:20 (Tradizionale, arrangiamento Clannad) – Bonus Track

Durata totale: 41:44

## Formazione
- Moya Brennan (Máire Ní Bhraonáin) - arpa, voce
- Ciarán Brennan (Ciarán O Braonáin) - basso, chitarra, tastiere, voce
- Pól Brennan (Pól Ó Braonáin) - flauto, chitarra, percussioni, voce
- Noel Duggan (Noel Ó Dúgain) - chitarra, voce
- Padraig Duggan (Pádraig Ó Dúgain) - chitarra, voce

Ospiti
- James Delaney - tastiere
- Charlie Morgan - batteria
- Frank Ricotti - percussioni
- Alan Dunn - accordion
- Ed Deane - chitarra elettrica solista